# Ljubow Filimonowa
Ljubow Alexandrowna Filimonowa (russisch Любовь Александровна Филимонова; * 31. August 1988 in Uner, Region Krasnojarsk)  ist eine für Kasachstan startende russische Biathletin, die bis Anfang 2009 und dem damit verbundenen Wechsel zum kasachischen Verband nur national in Russland zum Einsatz kam.
Ljubow Filimonowa begann mit zehn Jahren mit dem Skilanglauf und erzielte in ihrer Altersklasse beachtliche Erfolge. Ihr erster Trainer Alexander Funtikow brachte sie mit fünfzehn Jahren zum Biathlon, als Sechzehnjährige wurde sie in die Sportschule der Olympischen Reserve in Diwnogorsk aufgenommen. In dieser Zeit wurde sie dreifache russische Jugendmeisterin. Danach trainierte sie in der Biathlon-Akademie in Krasnojarsk (Красноярская «Академия биатлона»). Im Frühjahr 2009 wechselte sie vom russischen zum kasachischen Verband und startet seither für Kasachstan, wo sie inzwischen in Tscherjomuschki lebt. Filimonowa gab ihr internationales Debüt 2009 beim Auftakt der IBU-Cup-Saison in Idre und wurde dort 56. und 38. in den Sprintrennen. Danach stieg sie in den Biathlon-Weltcup auf. Beim ersten Rennen der Saison 2009/10, einem Einzel in Östersund, wurde sie 81. In den folgenden Rennen konnte sich Filimonova stetig steigern und gewann bei einem Sprint in Pokljuka als 35. erstmals Weltcuppunkte. 2010 nahm Ljubow Filimonowa an den Olympischen Winterspielen teil. Ihr bestes Resultat war der 57. Platz im Einzel, im Sprint kam sie auf Platz 67. Mit der Staffel belegte sie Rang 14.

## Biathlon-Weltcup-Platzierungen
Die Tabelle zeigt alle Platzierungen (je nach Austragungsjahr einschließlich Olympische Spiele und Weltmeisterschaften).
- 1.–3. Platz: Anzahl der Podiumsplatzierungen
- Top 10: Anzahl der Platzierungen unter den ersten zehn (einschließlich Podium)
- Punkteränge: Anzahl der Platzierungen innerhalb der Punkteränge (einschließlich Podium und Top 10)
- Starts: Anzahl gelaufener Rennen in der jeweiligen Disziplin
- Staffel: inklusive Mixed- und Single-Mixed-Staffeln

| Platzierung                      | Einzel | Sprint | Verfolgung | Massenstart | Staffel | Gesamt |
| -------------------------------- | ------ | ------ | ---------- | ----------- | ------- | ------ |
| 1. Platz                         |        |        |            |             |         |        |
| 2. Platz                         |        |        |            |             |         |        |
| 3. Platz                         |        |        |            |             |         |        |
| Top 10                           |        |        |            |             | 1       | 1      |
| Punkteränge                      |        | 1      |            |             | 4       | 5      |
| Starts                           | 4      | 10     | 2          |             | 4       | 20     |
| Stand: nach der Saison 2009/2010 |        |        |            |             |         |        |